# Parafia św. Andrzeja Apostoła w Bielanach Wrocławskich
Parafia św. Andrzeja Apostoła w Bielanach Wrocławskich – rzymskokatolicka parafia znajdująca się w dekanacie Wrocław Krzyki w archidiecezji wrocławskiej. Jej proboszczem od 2002 roku jest ks. mgr Mirosław Dziegiński. Obsługiwana przez księży archidiecezjalnych. Erygowana w XII wieku.  

## Parafialne księgi metrykalne
| Księgi metrykalne | Okres ewidencji   |
| ----------------- | ----------------- |
| chrztów           | od 1946           |
| ślubów            | od 1946           |
| zgonów            | 1654–1752 od 1946 |